# تايلور باركس
تايلور باركس (بالإنجليزية: Taylor Parks)‏ هي ممثلة أمريكية، ولدت في 20 سبتمبر 1993 في الولايات المتحدة.

## أعمال

### أفلام
- (2007) مثبتات الشعر[6]

## وصلات خارجية
- تايلور باركس على موقع IMDb (الإنجليزية)
- تايلور باركس على موقع ألو سيني (الفرنسية)
- تايلور باركس على موقع ميوزك برينز (الإنجليزية)
- تايلور باركس على موقع أول موفي (الإنجليزية)
- تايلور باركس على موقع قاعدة بيانات الأفلام السويدية (السويدية)
- تايلور باركس على موقع ديسكوغز (الإنجليزية)
- تايلور باركس على موقع ديسكوغز (الإنجليزية)
- تايلور باركس على موقع قاعدة بيانات الفيلم (الإنجليزية)
- تايلور باركس على موقع كينوبويسك (الروسية)